# Zari
«Zari» (укр. Гральні кістки) — пісня грецької співачки Маріни Сатті, з якою вона представляла Грецію на Пісенному конкурсі Євробачення 2024 в Мальме, Швеція після внутрішнього відбору національним мовником ERT. Сатті описала свою пісню як таку, що має на меті розповісти про «справжні характеристики» молодих греків та їхню культуру. «Zari» посіла перше місце в чартах Греції та двічі отримала платиновий сертифікат IFPI.

## Про пісню
«Zari» написали Джино Боррі, Джей Люїт Столар, Джордан Річард Палмер, Константін Пламенов Бешков, Маноліс Солідакіс, Маріна Сатті, Нік Кодонас, Oge та VLOSPA. «Zari» була випущена 7 березня 2024 року на Golden Records.
У заявах для преси, опублікованих Сатті, вона розповідала про бажання поєднати в пісні старі та нові культуру й традиції Греції. Співачка також заявила, що пісня зосереджена на темі удачі, а також покликана зруйнувати стереотипи щодо грецької культури.

### Музичне відео
Разом з релізом пісні вийшов супровідний кліп. Його знімали в різних визначних пам'ятках Греції, зокрема на Акрополі, Плаці, Монастиракі, Одеоні Ірода Аттичного, Омонії, горі Лікавіт, Рафіні та міжнародному аеропорту Афін.

## Пісенний конкурс Євробачення 2024

### Внутрішній відбір
15 вересня 2023 року грецький мовник пісенного конкурсу Євробачення Hellenic Broadcasting Corporation (ERT) офіційно оголосив про свій намір взяти участь у пісенному конкурсі Євробачення 2024. Через місяць, 24 жовтня, ERT оголосили в телевізійному шоу Studio 4, що вони внутрішньо обрали Маріну Сатті представницею Греції. Процес написання пісні розпочався наступного дня, а 13 лютого 2024 року стала відома назва композиції — «Zari». Вона була випущена 7 березня 2024 року на Golden Records.

### На Євробаченні
Пісенний конкурс Євробачення 2024 відбувся на Мальме-Арені в Мальме, Швеція, і складався з двох півфіналів, які пройшли 7 і 9 травня відповідно, і фіналу 11 травня 2024 року. 

Під час жеребкування 30 січня 2024 року Греція потрапила до першої половини другого півфіналу шоу та виступила під третім номером. «Zari» посіла 5 місце у півфіналі з 86 балами від глядачів, з яких 12 – від Вірменії, і кваліфікувалася до фіналу. Там Марина Сатті виконала свою пісню дванадцятою. Співачка здобула 85 балів від глядачів (8 місце) і 41 бал від журі (14 місце) та фінішувала на підсумковому 11 місці зі 126 балами. Глядачі Кіпру та журі Швейцарії віддали Греції свої 12 балів. 

Фрагменти виступу на Євробаченні 2024
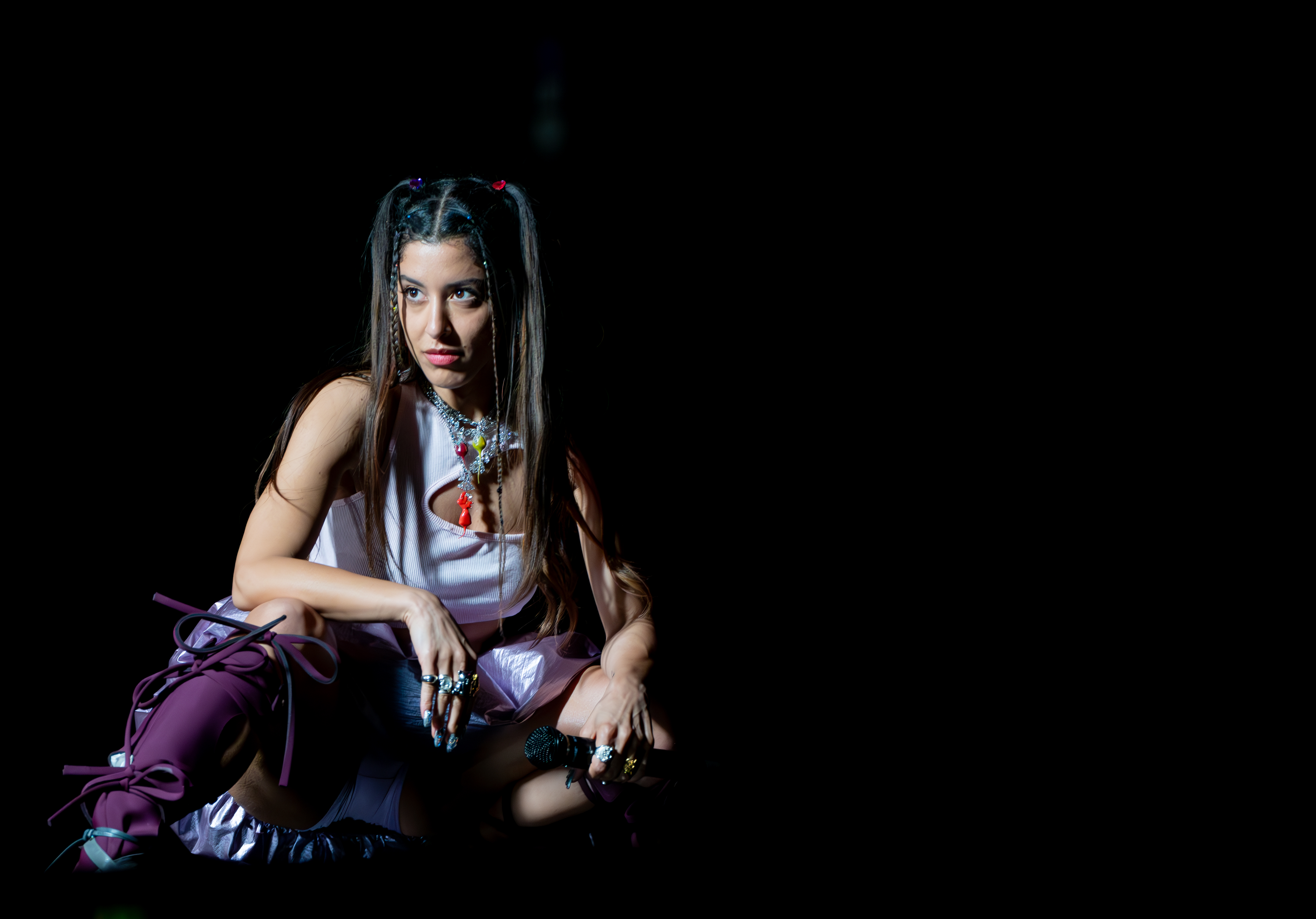
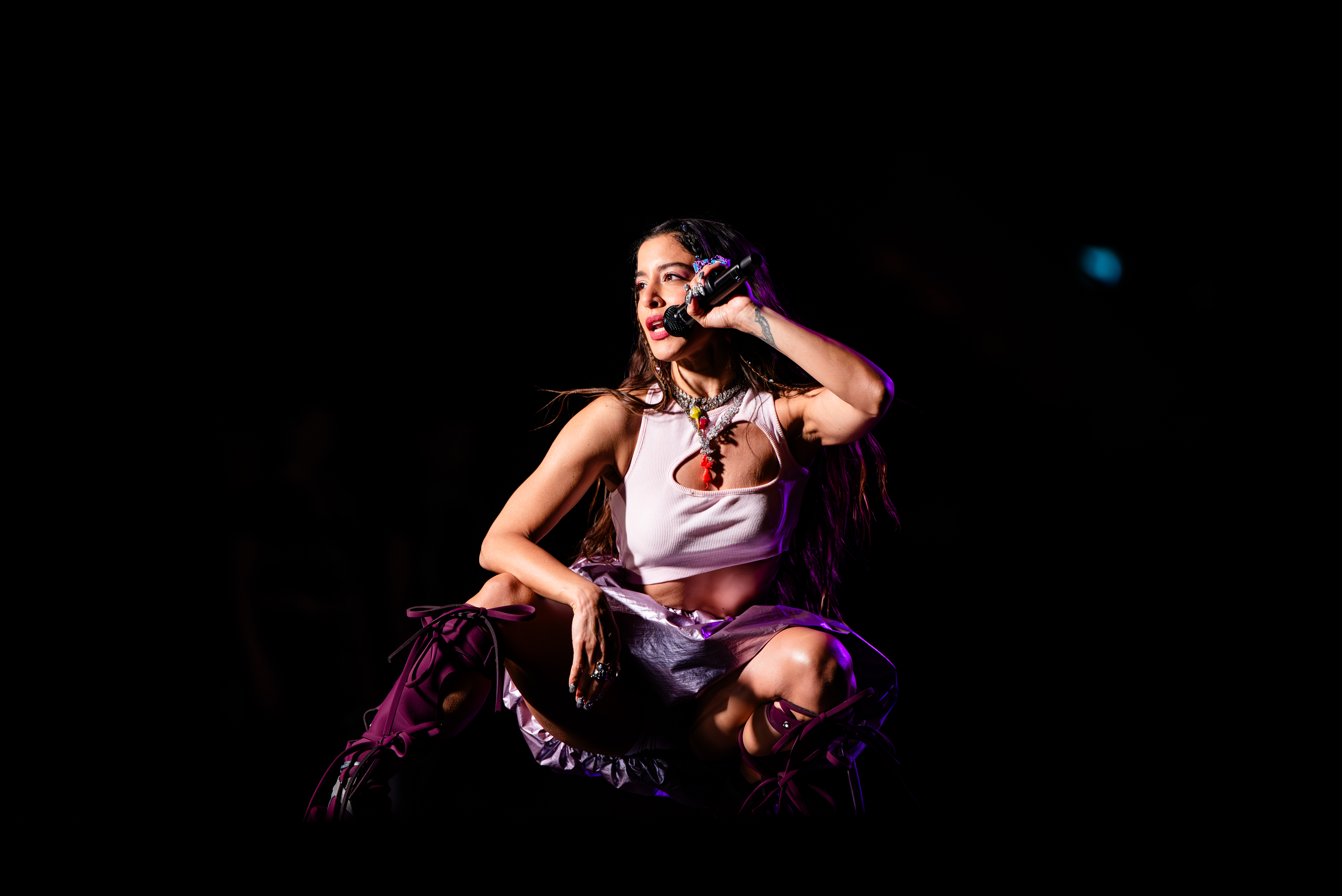
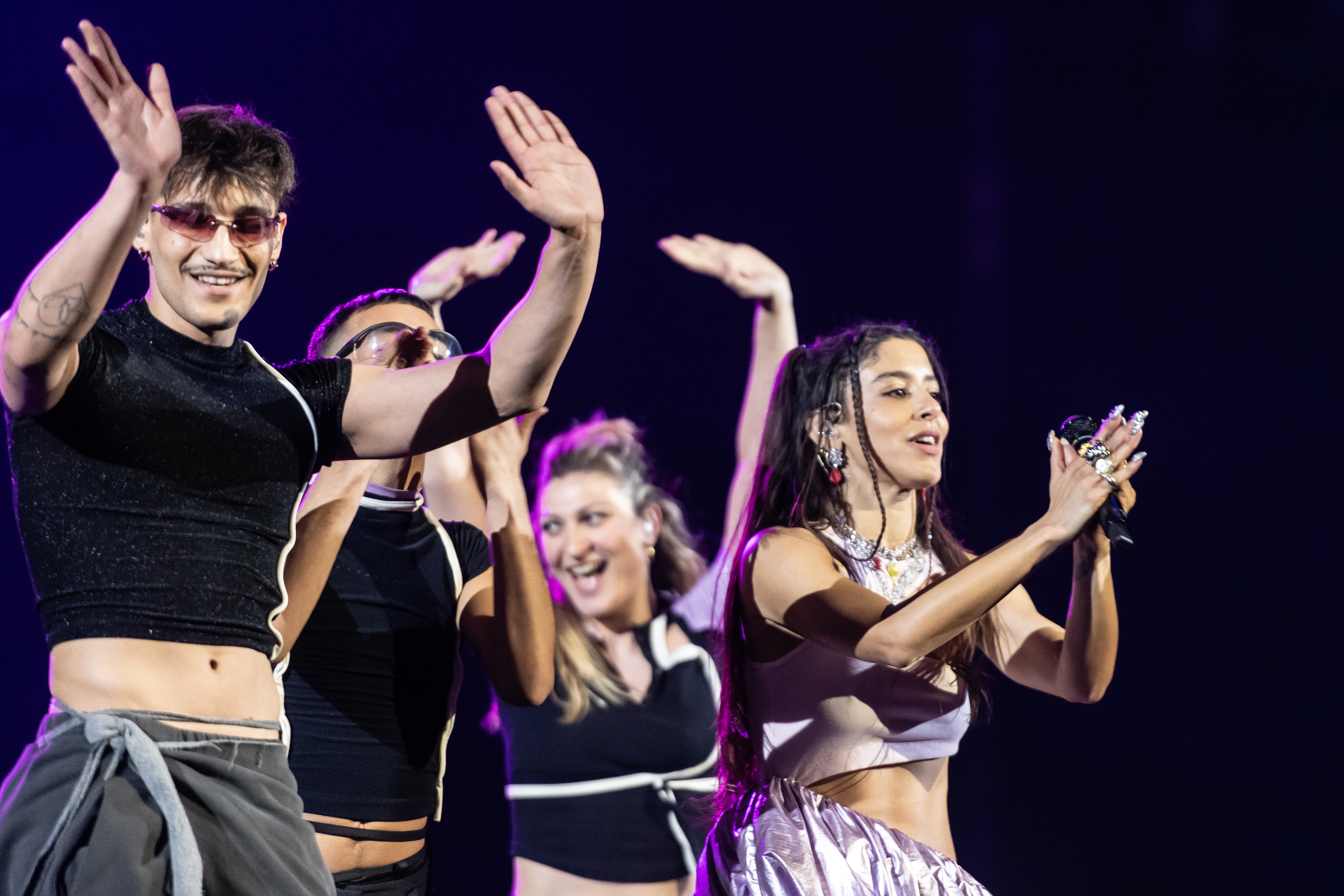
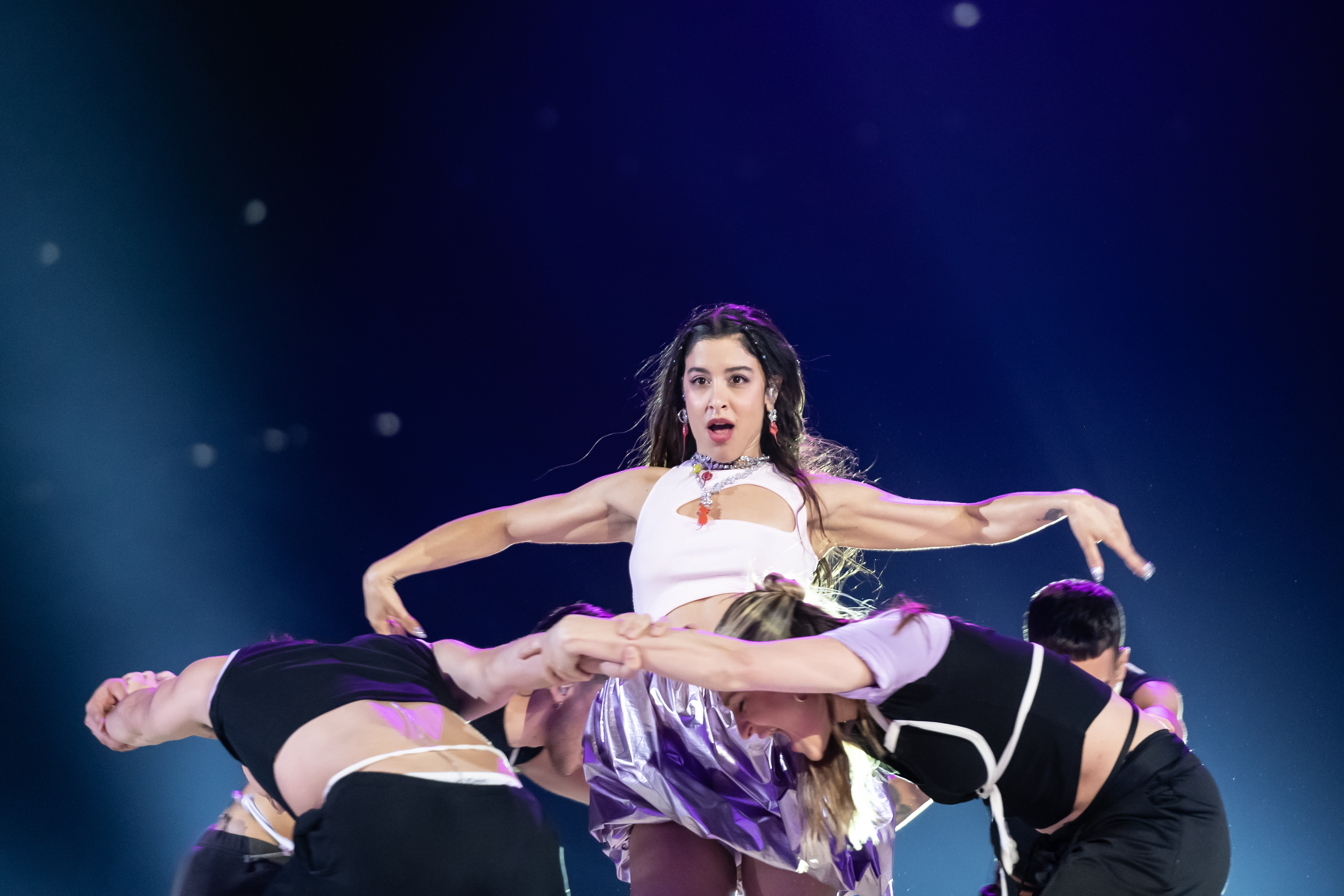
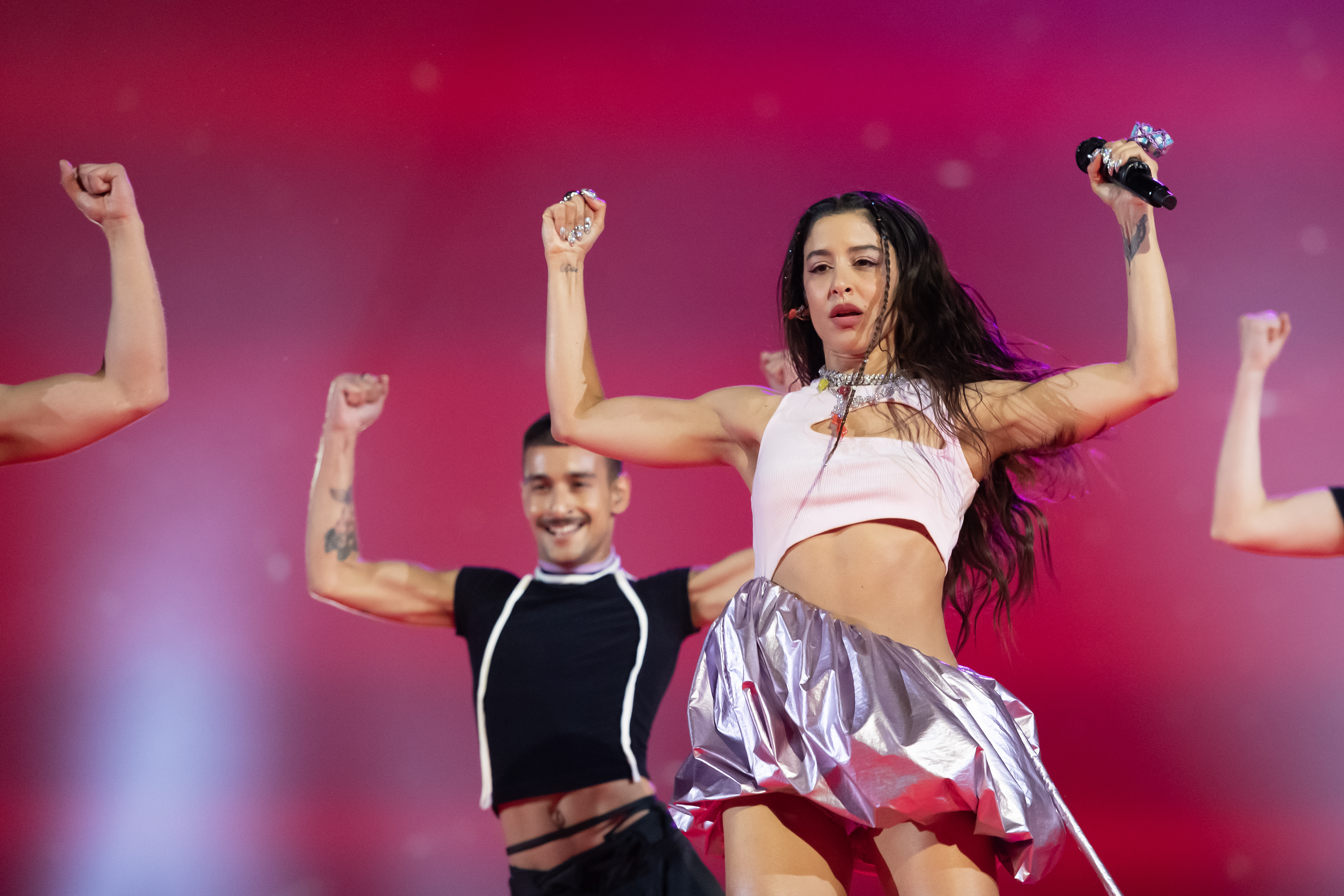
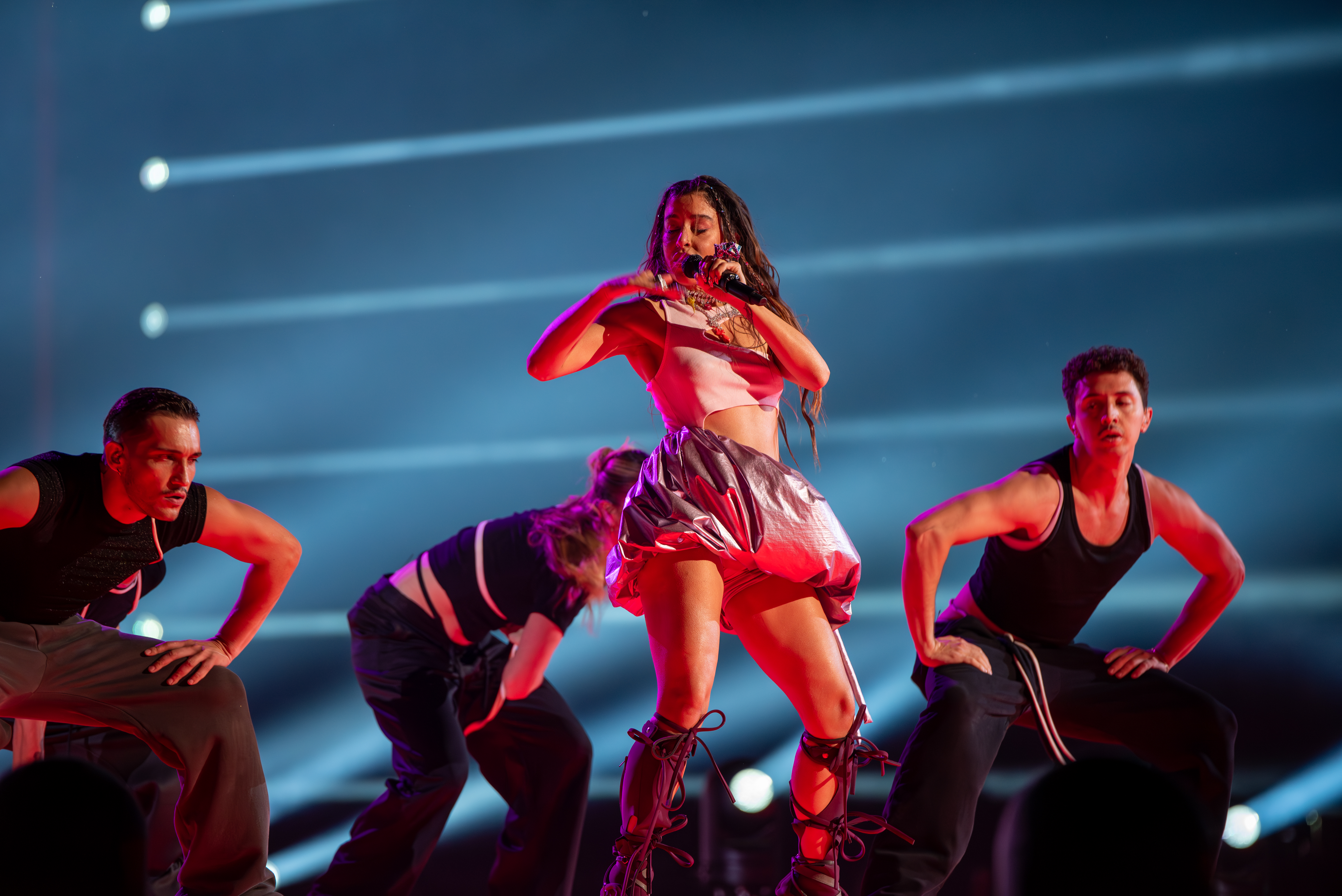
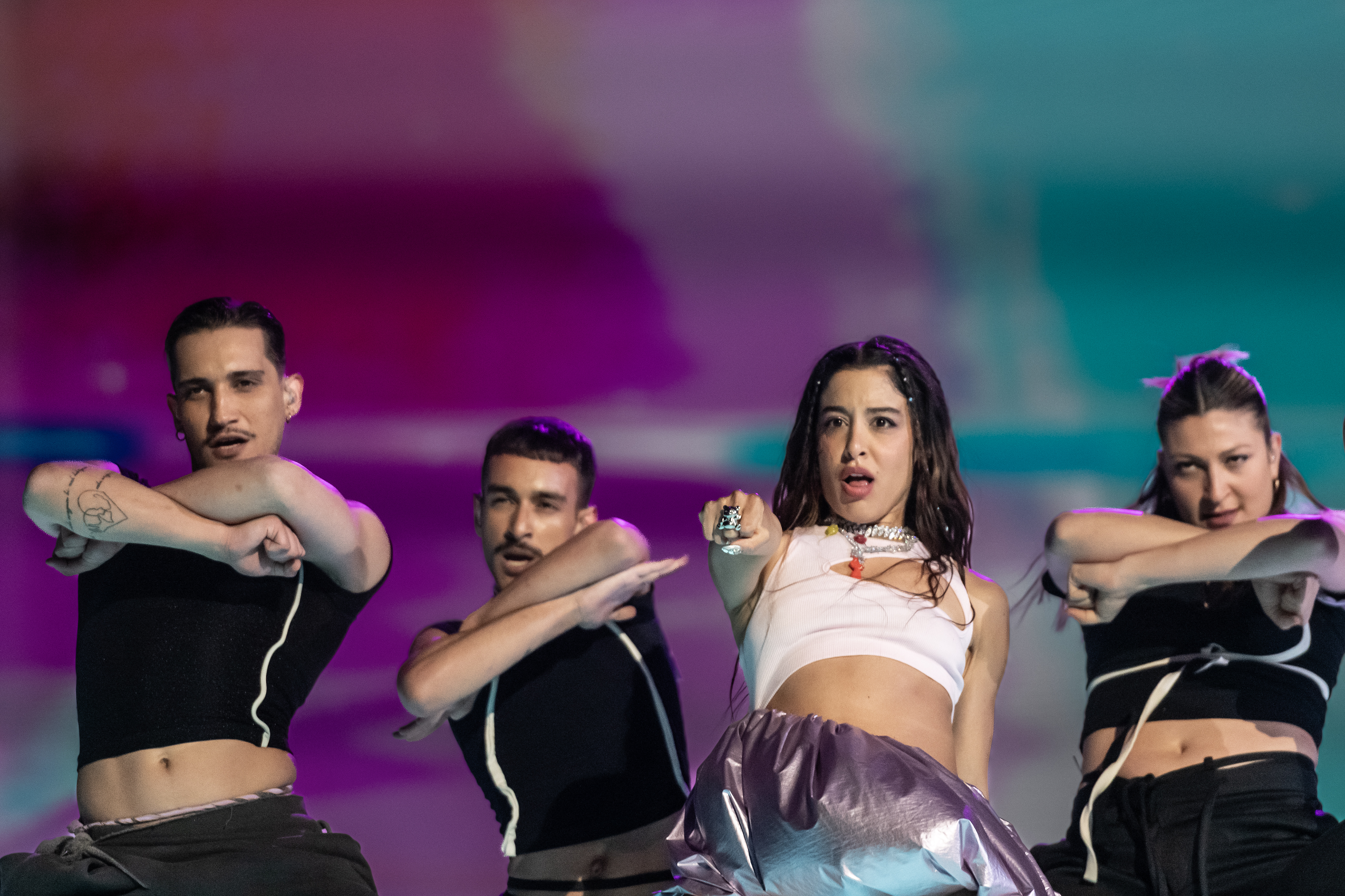
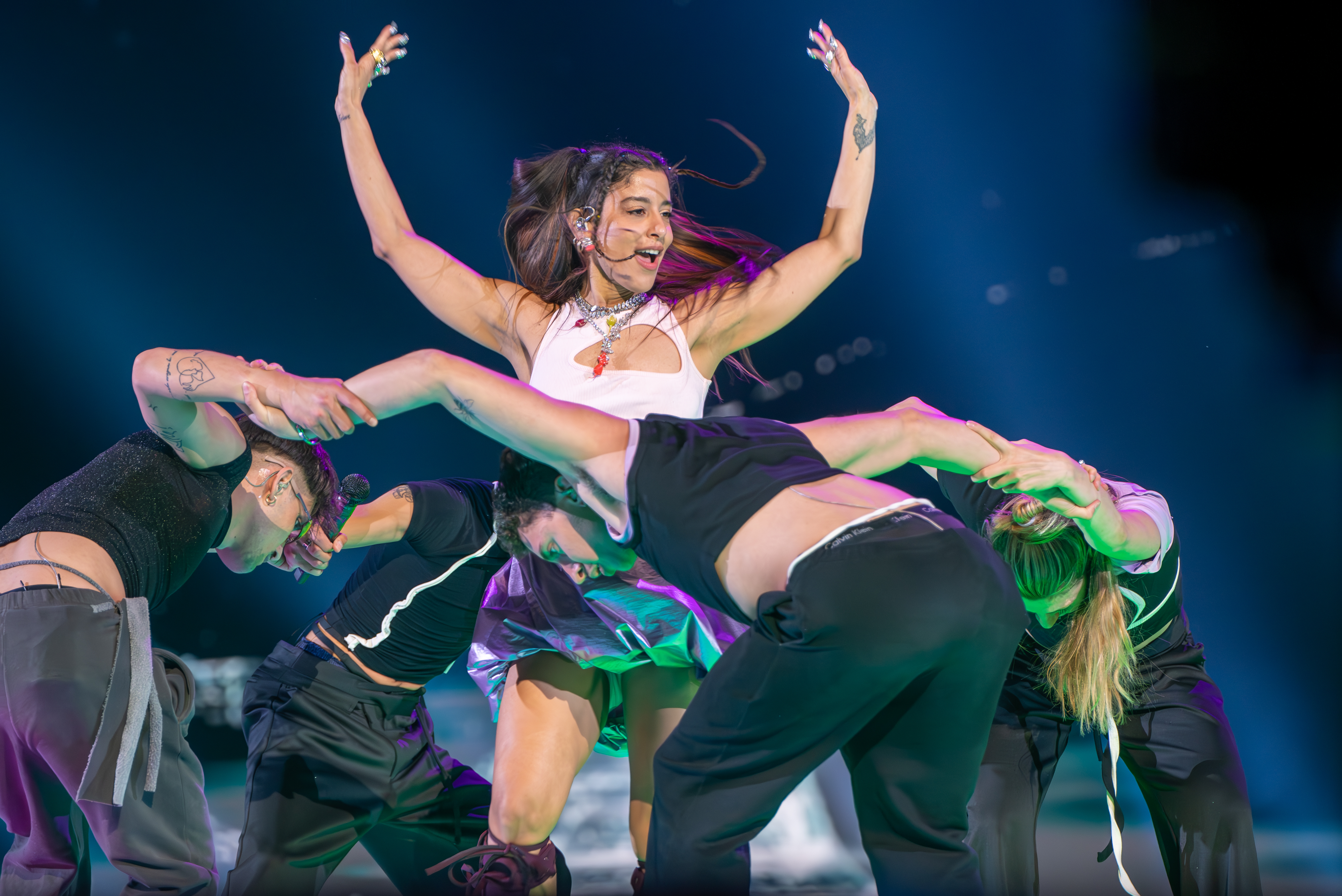

## Чарти
| Чарт               | Найвища позиція |
| ------------------ | --------------- |
| Греція (IFPI)      | 1               |
| Греція (Billboard) | 1               |

## Сертифікація
| Регіон | Сертифікація | Прослуховування |
| ------ | ------------ | --------------- |
| Греція | Платина ×2   | 4 000 000       |